# Бурманак
Бурманак (перс. بورمانك‎, также романизируется как Būrmānak и Boormanak; также известный как Борманаки, Бурянак, Лошгин, Лошджин и Лушгин) — деревня в сельском округе Ниярак, район Таром Софла, округ Казвин, провинция Казвин, Иран. При переписи 2016 года её население составляло 117 человек в 28 семьях.